# Bospiek
Bospiek (en kirghize :Боспиек) est un village situé dans la province de Djalal-Abad, au Kirghizistan. Bospiek est situé au sud du lac Sary-Chelek et au nord de Kerben. C'est le siège de la réserve naturelle de Sary-Chelek. Sa population était de 1 578 habitants en 2020.